# Adrian Smith (illustrateur)
 (novembre 2012).
Si vous disposez d'ouvrages ou d'articles de référence ou si vous connaissez des sites web de qualité traitant du thème abordé ici, merci de compléter l'article en donnant les références utiles à sa vérifiabilité et en les liant à la section « Notes et références ».
Pour les articles homonymes, voir Adrian Smith (homonymie) et Smith.
Adrian Smith né en 1969 dans le Sussex, est un illustrateur et concepteur graphique anglais.  travaillant pour Games Workshop et Black Library.
Il a illustré de nombreux romans de Dan Abnett et quelques cartes de Magic : l'assemblée.